# Admiraltejsko-Ochtinskaja-lijn
De Admiraltejsko-Ochtinskaja-lijn (Russisch: Адмиралтейско-Охтинская линия) is de geplande oost-west lijn van de metro van Sint-Petersburg. De eerste plannen voor de lijn dateren uit de jaren 80 van de twintigste eeuw. De bedoeling was om de Admiraliteit in het centrum te verbinden met de, toen nieuwe, woonwijken langs de oevers van de Ochtin in het oosten van de stad. De lijn werd destijds Oktjabrsjo-Krasnogvardejski-lijn genoemd refererend aan de Oktoberrevolutie en de Rode Garde, met het uiteenvallen van de Sovjet-Unie werd de lijn genoemd naar de gebieden die ze verbindt. In 2011 werd een uitgewerkt plan voor de lijn gepubliceerd met 16 stations, waarvan de eerste vijf tussen 2021 en 2025 zouden worden geopend. Verder werden er plannen gemaakt om de lijn ook naar het zuidwesten te laten lopen tot Sosnovaja Poljana.  Deze verlenging is echter uitgesteld tot na 2048 en het plan uit 2017 gaat weer, net als het oorspronkelijke plan, uit van een oost-west verbinding met 12 stations, waarvan de bouw in 2030 zal beginnen. 
| Station                 | Overstappunt                      | Foto | Opening | Opmerkingen |
| ----------------------- | --------------------------------- | ---- | ------- | ----------- |
| Dvinskaja               | Dvinskaja                         |      |         |             |
| Plosjtsjad Repina       |                                   |      |         |             |
| Teatralnaja-2           | Teatralnaja                       |      |         |             |
| Admiraltejskaja-3       | Admiraltejskaja Admiraltejskaja-2 |      |         |             |
| Michalovskaja           |                                   |      |         |             |
| Tsjernysjevskaja        | Tsjernysjevskaja                  |      |         |             |
| Soevorovskaja-2         | Soevorovskaja                     |      |         |             |
| Bolsjeochtinskaja       | Bolsjeochtinskaja                 |      |         |             |
| Prospekt Energetikov    |                                   |      |         |             |
| Indoestrialnyj Prospekt |                                   |      |         |             |
| Oelitsa Kommoeny        |                                   |      |         |             |
| Janino                  |                                   |      |         |             |